# Carretera de Nebraska 69
La Carretera de Nebraska 69, y abreviada NE 69 (en inglés: Nebraska Highway 69) es una carretera estatal estadounidense ubicada en el estado de Nebraska. La carretera inicia en el Sur desde la US 34  este de Waco hacia el Norte en la US 81  , NE 92  en Shelby. La carretera tiene una longitud de 33,6 km (20.87 mi).

## Mantenimiento
Al igual que las autopistas interestatales, y las rutas federales y el resto de carreteras estatales, la Carretera de Nebraska 69 es administrada y mantenida por el Departamento de Carreteras de Nebraska por sus siglas en inglés NDOR.